# Herrefest ombord på skibet Gefion
|  | Denne artikel er oprettet af botten Steenthbot ud fra en ekstern database. Den kan derfor have sproglige fejl eller mangler. Denne skabelon kan fjernes efter kontrol af indholdet. |

Herrefest ombord på skibet Gefion er en dansk dokumentarisk optagelse fra 1937.

## Handling
"Gefion" stævner ud af Børskanalen med et lystigt selskab af herrer ombord. Tuborg har arrangeret udflugt, og det går lystigt for sig.